# Orchis pallens
La orquídea pálida (Orchis pallens) es una especie de orquídea incluida en el género Orchis.  Se distribuyen por la Europa central. Son de hábitos terrestres y tienen tubérculos.

## Descripción

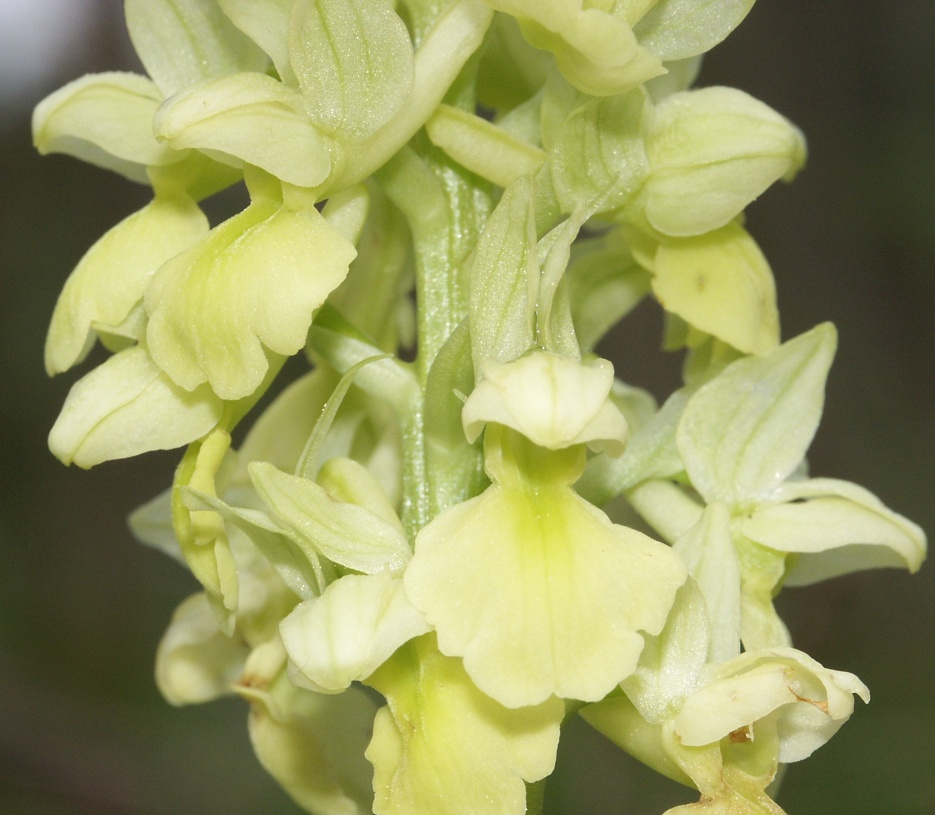
Orchis pallens planta.

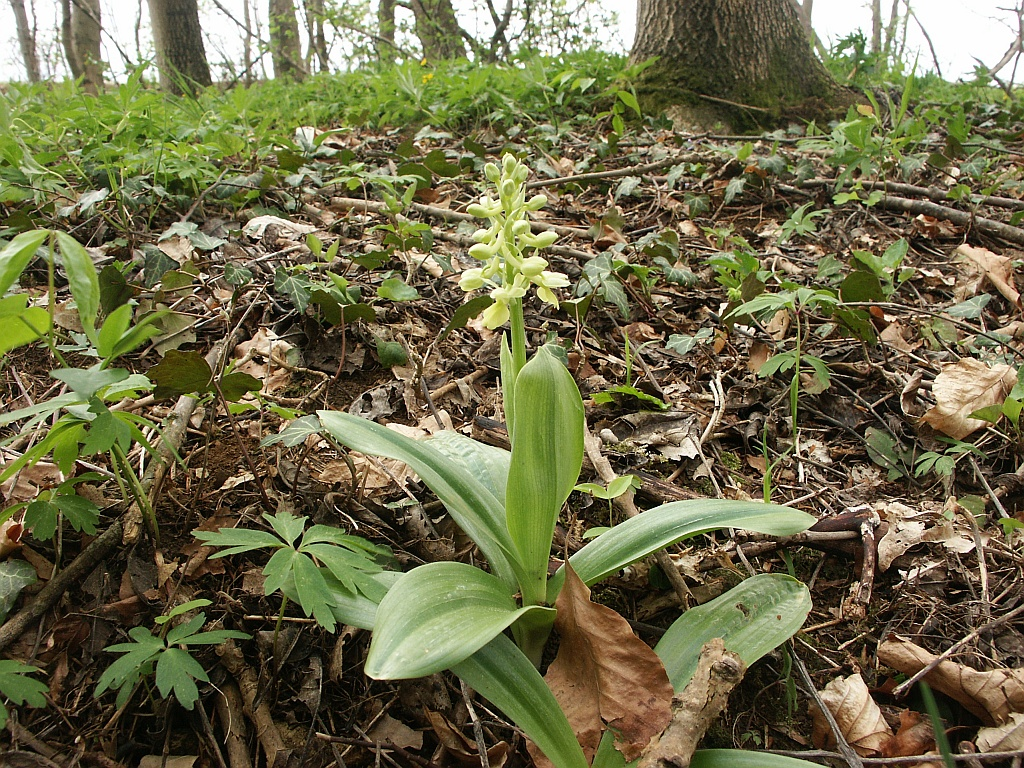
Vista de la planta en su hábitat

Las hojas son oblongas con una longitud de 8 cm generalmente con manchas más o menos uniformes de color purpureo marrón oscuro. También presenta brácteas foliares (3 a 4) que envuelven el tallo en la mayor parte de su longitud. Las hojas  crecen desde los nódulos subterráneos que tienen un tamaño máximo de 6 cm y son elipsoides.
El tallo de la inflorescencia que es erecta en espiga con forma oblonga, sale de la roseta basal de 5 a 10 hojas oblongo lanceoladas que a veces están moteadas de puntos púrpura marronáceos. El  tallo de 75 a 125 mm de longitud.

Presenta una  floración en forma oblonga con flores pequeñas (8 a 12). De los dos sépalos que son iguales en tamaño de color amarillo pálido verdoso con nervaduras verdes que se elevan erectos por encima de la flor como dos alas. El tercer sépalo casi del mismo tamaño de los otros dos de color amarillo verdoso muy pálido que está solapado por encima de dos pétalos del mismo tamaño y color, quedando los pétalos solapados lateralmente de tal forma que forman una gorra por encima de la columna cubriéndola totalmente.

El labelo sobresale debajo del casco 3/4 partes es de color amarillo pálido pero con mancha central de amarillo más intenso que el resto de la flor. El labelo de forma trapezoidal ligeramente festoneado presenta tres pequeñas identaciones.

Florece desde marzo hasta junio.

## Distribución y hábitat
Se desarrolla en bosques claros y entre matorrales, a la luz solar directa o media sombra.
Se encuentran en Europa central,  y Noroeste de África.

## Usos medicinales
La harina de sus tubérculos llamada salep es muy nutritiva y demulcente. Se usa en dietas especiales de convalecientes y niños. Es muy rica en mucílago y forma una demulcente y suave gelatina que se usa para el canal gastrointestinal irritado. Una parte de harina con cincuenta partes de agua son suficientes para formar la gelatina. El tubérculo para preparar la harina debe ser recolectado cuando la planta está recién seca después de la floración y cuando ha soltado las semillas.

## Taxonomía
Orchis collina fue descrita por Carlos Linneo  y publicado en Mantissa Plantarum Altera 292. 1771.
Etimología
Estas  orquídeas reciben su nombre del griego όρχις "orchis", que significa testículo, por la apariencia de los tubérculos subterráneos en algunas especies terrestres. La palabra 'orchis' la usó por primera vez  Teofrasto (371/372 - 287/286 a. C.), en su libro  "De historia plantarum" (La historia natural de las plantas). Fue discípulo de Aristóteles y está considerado como el padre de la Botánica y de la Ecología.
pallens: epíteto latino que significa "ausencia de color".
Sinonimia
- Androrchis pallens (L.) D.Tyteca & E.Klein
- Orchis pallens f. pseudopallens Rchb.f.
- Orchis pseudopallens K.Koch
- Orchis sulphurea Sims[3][4]